# Scinax villasboasi
Scinax villasboasi es una especie de anfibio anuro de la familia Hylidae.

## Distribución geográfica
Esta especie es endémica del estado de Pará en Brasil. Se encuentra en la Serra do Cachimbo.

## Descripción
Los machos miden de 16 a 20 mm, el holotipo macho mide 19 mm.

## Etimología
Esta especie lleva el nombre en honor a Orlando Villas Bôas (1914–2002).

## Publicación original
- Brusquetti, Jansen, Barrio-Amorós, Segalla & Haddad, 2014: Taxonomic review of Scinax fuscomarginatus (Lutz, 1925) and related species (Anura; Hylidae). Zoological Journal of the Linnean Society, vol. 171, p. 783–821.[3]